# قانون الأنهار والمرافئ لعام 1965
قانون الأنهار والمرافئ لعام 1965 تم سنه في 27 أكتوبر 1965 من قبل الكونغرس الأمريكي التاسع والثمانين. سمح القانون لفيلق المهندسين بالجيش الأمريكي بتصميم وبناء العديد من مشاريع الملاحة وتآكل الشواطئ. كان قانون مكافحة الفيضانات لعام 1965 أيضًا جزءًا من القانون.
أجاز القسم 305 من القانون 46 مشروعًا للملاحة في ماساتشوستس ونيويورك نيو جيرسي ورود آيلاند وواشنطن العاصمة وفيرجينيا ونورث كارولينا وجورجيا وفلوريدا وألاباما ولويزيانا وميشيغان وأوهايو وإنديانا وتكساس وكاليفورنيا وأوريغون واشنطن وهاواي.